# Mikuláš II. Opavský
Mikuláš II. Opavský (1288? – 8. prosince 1365) byl opavským (od r. 1318) a ratibořským (od r. 1337) knížetem a vnukem českého krále Přemysla Otakara II.

## Život
Narodil se jako syn Mikuláše Opavského a Adelhaid, vzdálené příbuzné římského krále Rudolfa Habsburského.
3. července 1318 se Mikuláš I. Opavský se syny Mikulášem, Janem a Václavem setkali v Praze s Janem Lucemburským. Český král přijal od Mikuláše II. lenní přísahu a Mikuláš II. pak panoval na Opavsku do své smrti. Opavsko bylo odloučeno od Moravy. K tomu s manželkou Annou Ratibořskou Mikuláš vyženil sousední ratibořské knížectví. Získal úřad královského komořího a patřil k předním důvěrníkům Karla IV. Roku 1350 se s pražským arcibiskupem Arnoštem z Pardubic vydal k papeži Klimentovi VI. do Avignonu, aby zde požádali o souhlas s Karlovou císařskou korunovací. Karel IV. byl potomkem přemyslovských králů, stejně jako Mikuláš II., a jejich dobré vztahy potvrzuje i svatba Mikulášovy dcery Markéty, která se stala druhou manželkou Karlova mladšího bratra, moravského markraběte Jana Jindřicha.
Mikuláš byl ženatý celkem třikrát, poprvé s Annou Ratibořskou, podruhé s Hedvikou, dcerou knížete Konráda I. Olešnického, potřetí s Jutou, dcerou knížete Bolka I. Opolsko-Falkenberského. Zemřel v 77 letech krátce před narozením desátého dítěte, syna Přemysla I.
Počátkem roku 1366 se moc v opavsko-ratibořském panství rozdělila dle závěti Mikuláše II:
nejstarší syn Jan I. získal 3/4 země a druhorozený syn Mikuláš III. Opavský 1/4 s hradem Edelštejn. Bylo však jen otázkou času, než mezi nimi začnou spory o území. 10. dubna 1377 se sešla rozhodčí komise, aby rozdělila zemi mezi bratry Jana I., Mikuláše III., Václava a Přemysla I. 18. dubna 1377 bylo oznámeno, že Jan I. a Mikuláš III. se stali vládci západní části knížectví. Mikuláš III. výsledek napadl; dle nového výroku komise z úterý 21. dubna 1377 se Jan I. stal pánem Ratibořska (dále Krnovska a Bruntálska). Mikuláš III. získal Hlubčicko s hradem Edelštejn a polovinu hradu Cvilína. Václav a Přemysl si rozdělili jihovýchodní část země s městem Opavou, hrady Landekem a sídelním Hradcem Opavským. Opavští Přemyslovci už nikdy nezískali takovou moc jako za Mikuláše II.

## Děti
Manželka (asi 1318) Anna Ratibořská (zem. 1340):
- Jan I. Ratibořský (okolo 1332–1380/1382)
- Eufemie, manžel Semovít III. Mazovský
- Alžběta, dominikánka v Ratiboři
- Anna, manžel Burchard z Hardeku
- Markéta Opavská (1325/1330 – 1363), manžel Jan Jindřich Lucemburský (1322 – 1375)

Manželka Hedvika Olešnická (zem. 1359):
- Mikuláš III. Opavský (okolo 1339–1394)

Manželka (1360) Juta Falkenberská (zem. 1380):
- Václav I. Opavský (1362 – asi 1381)
- Anna, manžel Petr ze Šternberka
- Přemysl I. Opavský (po 8. prosinci 1365 – 1433)